# Ukraina chiếm đóng Kursk
Trong khi chiến tranh Nga – Ukraina và cuộc xâm lược Ukraina của Nga diễn ra, Lực lượng Vũ trang Ukraina đã chiếm đóng một số khu vực thuộc tỉnh Kursk của Nga. Đây là lần đầu tiên lãnh thổ Nga bị quân đội nước ngoài chiếm đóng kể từ sau chiến tranh thế giới thứ hai. Lực lượng Ukraina đã chiếm giữ nhiều khu dân cư, trong đó có thị trấn Sudzha. Việc chiếm đóng là kết quả của cuộc tấn công của Ukraina vào tỉnh Kursk năm 2024.

## Lịch sử
Sau khi Lực lượng vũ trang Ukraina không có nhiều thành công trong chiến dịch tiến công giải phóng miền đông vào mùa hè và mùa thu năm 2023, đến lượt quân Nga công kích chậm nhưng mạnh trở lại ở khu vực Donetsk khiến Ukraina liên tục thất thủ ở Bakhmut (tháng 5 năm 2023), Marinka (tháng 12 năm 2024), Avdiivka (tháng 2 năm 2024), bị tấn công dữ dội ở Chasiv Yar (tháng 4 năm 2024 đến nay), thất thủ ở Krasnohorivka và ở Ocheretyne (tháng 4 năm 2024), bị bao vây ở Vuhledar. Tháng 5 năm 2024, Lực lượng vũ trang Nga lại tiến quân vào Kharkiv. Để kéo quân Nga khỏi mặt trận Donbass và giảm căng thẳng cho lực lượng phòng thủ Ukraina, lực lượng Ukraina đã đột kích vào Kursk. Các nguyên nhân khác, theo công bố của lãnh đạo Ukraina, có thể là: tạo một vùng đệm ở phần lãnh thổ Nga, đổi lãnh thổ với Nga. Trong khi đó, phía Nga cho rằng mục đích của Ukraina khi tấn công Kursk là chiếm Nhà máy điện hạt nhân Kursk dù Ukraina phủ nhận.

## Hoạt động
Ngày 6 tháng 8 năm 2024, Lực lượng vũ trang Ukraina với quy mô khoảng 1000 quân đã bí mật, bất ngờ, nhanh và mạnh tấn công vào điểm yếu của Nga trong vùng biên giới ở tỉnh Kursk. Lực lượng Nga ở khu vực này đã không kịp và không thành công ngăn lực lượng Ukraina đột kích vào Sudzha và Nikolayevo-Darino, huyện Sudzhansky, tỉnh Kursk. Sau khi đột kích sâu, lực lượng Ukraina đã thành công trong việc mở rộng sang hai cánh và chiếm giữ được một khu vực rộng lớn ở Sudzhansky.
Sau khi chiếm giữ được khoảng 100 khu dân cư rộng khoảng 1300 km vuông, quân đội Ukraina đã thiết lập chính quyền quân sự trên phần lãnh thổ chiếm giữ được. Ủy ban quân chính có văn phòng đặt ở thị trấn Sudzha (Су́джа), huyện lỵ của huyện Sudzhansky. Người đứng đầu ủy ban quân chính là thiếu tướng lục quân Eduard Mykhailovych Moskaliov.
Tổng thống Zelenskyy công khai ý định giữ vô thời hạn vùng chiếm được ở Kursk, thậm chí xem xét việc thành lập chính quyền dân sự quản lý khu vực chiếm giữ được ở Nga. 

Quốc kỳ của "Cộng hòa Nhân dân Kursk".

Một bộ phận binh lính Ukraina trong lực lượng chiếm đóng tuyên bố "thành lập Cộng hòa Nhân dân Kursk" và trưng "quốc kỳ", xem như hành động đáp trả việc lực lượng thân Nga ly khai ở Đông Ukraina đã thành lập Cộng hòa Nhân dân Luhansk và Cộng hòa Nhân dân Donetsk.
Khi quân đội Nga và có thể cả Quân đội Nhân dân Triều Tiên tiến công giải phóng Sudzhansky, Ukraina đã chọn cách xây dựng hệ thống công trình phòng thủ và tăng cường các đơn vị Ukraina đến đây. Có chính trị gia Ukraina thừa nhận việc này là chiếm đóng lãnh thổ như cách định nghĩa tại Điều 42 của Hiệp ước Hague, nhưng cho rằng tính chất của cuộc xâm lược lãnh thổ Nga của Ukraina khác với của cuộc xâm lược lãnh thổ Ukraina của Nga và rằng trong khi cuộc xâm lược của Nga là tội ac, thì cuộc xâm lược của Ukraina là đáp trả tội ác. Lực lượng chiếm đóng Ukraina được cho là bị giám sát chặt chẽ để không vi phạm các quy tắc đạo đức trong chiến tranh, điều mà Ukraina tố cáo quân đội Nga đã vi phạm khi xâm lược Ukraina. Ủy ban quân chính tuyên bố sẽ đảm bảo việc hỗ trợ nhân đạo, cung cấp các dịch vụ công ích cho người dân ở vùng Ukraina chiếm đóng. Dịch vụ bưu chính quốc gia của Ukraina, Ukrposhta, tuyên bố cân nhắc cung cấp dịch vụ ở Sudzha nếu đảm bảo được an toàn cho nhân viên của mình. Sau khi tượng Lenin bị rỡ khỏi quảng trường trung tâm Sodja, Bộ Văn hóa và Thông tin Ukraina tuyên bố đang bắt đầu quá trình phi cộng sản hóa ở Sodja và những nơi khác.